# Puńsk (gmina)
Puńsk est une gmina rurale du powiat de Sejny, Podlachie, dans le nord-est de la Pologne, sur la frontière avec la Lituanie. Son siège est le village de Puńsk, qui se situe environ 20 km au nord-ouest de Sejny et 126 km au nord de la capitale régionale Białystok.
La gmina couvre une superficie de 138,37 km2 pour une population de 4 419 habitants.

## Géographie
La gmina inclut les villages de Boksze-Osada, Buda Zawidugierska, Buraki, Dowiaciszki, Dziedziule, Giłujsze, Kalinowo, Kompocie, Krejwiany, Nowiniki, Ogórki, Oszkinie, Pełele, Poluńce, Przystawańce, Puńsk, Rejsztokiemie, Sankury, Sejwy, Skarkiszki, Smolany, Stare Boksze, Szlinokiemie, Szołtany, Tauroszyszki, Trakiszki, Trompole, Widugiery, Wiłkopedzie, Wojciuliszki, Wojtokiemie, Wołyńce et Żwikiele.
La gmina borde les gminy de Krasnopol, Sejny et Szypliszki. Elle est également frontalière de la Lituanie.